# Badminton bei den European Universities Games 2014
Bei den European Universities Games 2014 wurden sechs Badmintonwettbewerbe ausgetragen. Sie fanden vom 3. bis zum 8. August 2014 in Rotterdam statt, wo bei an den ersten beiden Tagen der Teamwettbewerb ausgetragen wurde, gefolgt von einer eintägigen Pause und dem Einzelwettbewerb.

## Austragungsort
- Erasmus Sport Center

## Die Titelträger
| Disziplin    | Gold                                                             | Silber                                                     | Bronze                                                               |
| ------------ | ---------------------------------------------------------------- | ---------------------------------------------------------- | -------------------------------------------------------------------- |
| Herreneinzel | Alexander Roovers Universität Duisburg-Essen                     | Mateusz Dubowski Universität Opole                         | Adrian Dziółko Universität Opole                                     |
| Herreneinzel | Alexander Roovers Universität Duisburg-Essen                     | Mateusz Dubowski Universität Opole                         | Tobias Wadenka Universität des Saarlandes                            |
| Dameneinzel  | Neslihan Yiğit Bursa Uludağ Üniversitesi                         | Anastasia Chervyakova Universität Nischni Nowgorod         | Darya Samarchants Polytechnisches Institut Charkiw                   |
| Dameneinzel  | Neslihan Yiğit Bursa Uludağ Üniversitesi                         | Anastasia Chervyakova Universität Nischni Nowgorod         | Ana Moura Universität Coimbra                                        |
| Herrendoppel | Jordan Corvée William Goudallier Universität Bordeaux            | Jim Middelburg Lester Oey Radboud-Universität Nijmegen     | Vitaliy Konov Kyryll Nesterenko Polytechnisches Institut Charkiw     |
| Herrendoppel | Jordan Corvée William Goudallier Universität Bordeaux            | Jim Middelburg Lester Oey Radboud-Universität Nijmegen     | Mateusz Dubowski Przemysław Urban Universität Opole                  |
| Damendoppel  | Cemre Fere Neslihan Kılıç Bursa Uludağ Üniversitesi              | Anika Dörr Linda Efler Universität Duisburg-Essen          | Darya Samarchants Yelyzaveta Zharka Polytechnisches Institut Charkiw |
| Damendoppel  | Cemre Fere Neslihan Kılıç Bursa Uludağ Üniversitesi              | Anika Dörr Linda Efler Universität Duisburg-Essen          | Aleksandra Wałaszek Aneta Wojtkowska Universität Opole               |
| Mixed        | Vitaliy Konov Yelyzaveta Zharka Polytechnisches Institut Charkiw | Jim Middelburg Judith Campman Radboud-Universität Nijmegen | Javier Sánchez Soler Marina Fernández Universität Granada            |
| Mixed        | Vitaliy Konov Yelyzaveta Zharka Polytechnisches Institut Charkiw | Jim Middelburg Judith Campman Radboud-Universität Nijmegen | Adrian Dziółko Aneta Wojtkowska Universität Opole                    |
| Mannschaft   | Universität Duisburg-Essen                                       | Bursa Uludağ Üniversitesi                                  | Radboud-Universität Nijmegen                                         |
| Mannschaft   | Universität Duisburg-Essen                                       | Bursa Uludağ Üniversitesi                                  | Staatliche Universität Saratow                                       |